# Grey’s Anatomy/Staffel 3
Die dritte Staffel der US-amerikanischen Krankenhaus-Serie Grey’s Anatomy wurde vom 21. September 2006 bis zum 17. Mai 2007 auf dem US-amerikanischen Sender ABC gesendet. Die deutschsprachige Erstausstrahlung erfolgte vom 12. März bis zum 27. August 2007 beim Sender SF zwei. Die deutsche Erstausstrahlung erfolgte vom 3. April bis zum 28. November 2007 bei ProSieben.

## Darsteller

### Besetzung
Die Besetzung von Grey’s Anatomy trat in der dritten Staffel folgendermaßen in Erscheinung:
| Rollenname                      | Schauspieler        | Folgen                     | Anzahl    | Synchronsprecher       |
| ------------------------------- | ------------------- | -------------------------- | --------- | ---------------------- |
| Dr. Meredith Grey               | Ellen Pompeo        | 1–25                       | 25 Folgen | Ulrike Stürzbecher     |
| Dr. Cristina Yang               | Sandra Oh           | 1–25                       | 25 Folgen | Christin Marquitan     |
| Dr. George O’Malley             | T. R. Knight        | 1–25                       | 25 Folgen | Nico Mamone            |
| Dr. Izzie Stevens               | Katherine Heigl     | 1–25                       | 25 Folgen | Antje von der Ahe      |
| Dr. Derek Shepherd              | Patrick Dempsey     | 1–25                       | 25 Folgen | Boris Tessmann         |
| Dr. Preston Burke               | Isaiah Washington   | 1–25                       | 25 Folgen | Johannes Berenz        |
| Dr. Alex Carev                  | Justin Chambers     | 1–25                       | 25 Folgen | Dennis Schmidt-Foß     |
| Dr. Richard Webber              | James Pickens Jr.   | 1–25                       | 25 Folgen | Roland Hemmo           |
| Dr. Addison Montgomery-Shepherd | Kate Walsh          | 1–25                       | 25 Folgen | Katja Nottke           |
| Dr. Miranda Bailey              | Chandra Wilson      | 1–25                       | 25 Folgen | Anke Reitzenstein      |
| Dr. Callie Torres               | Sara Ramírez        | 1–25                       | 25 Folgen | Ghadah Al-Akel         |
| Dr. Mark Sloan                  | Eric Dane           | 2–22, 24–25                | 23 Folgen | David Nathan           |
| Rebecca Pope                    | Elizabeth Reaser    | 15–25                      | 11 Folgen | Melanie Pukaß          |
| Joe                             | Steven W. Bailey    | 1–2, 4, 7–8, 12, 17, 24–25 | 9 Folgen  | Olaf Reichmann         |
| Dr. Ellis Grey                  | Kate Burton         | 1, 8, 10, 14–17            | 7 Folgen  | Anita Lochner          |
| Harold O’Malley                 | George Dzundza      | 7–12                       | 6 Folgen  | Helmut Krauss          |
| Thatcher Grey                   | Jeff Perry          | 11–12, 18, 22–24           | 6 Folgen  | Hans Hohlbein          |
| Tyler Christian                 | Moe Irvin           | 2, 6–7, 15–16              | 5 Folgen  | Assad Schwarz          |
| Kate                            | Kate Anthony        | 5, 9, 14, 16, 20           | 5 Folgen  |                        |
| Dr. Sydney Heron                | Kali Rocha          | 7, 15–17, 21               | 5 Folgen  |                        |
| Eileen Grey                     | Mare Winningham     | 10, 18, 20, 22–23          | 5 Folgen  | Heidrun Bartholomäus   |
| Adele Webber                    | Loretta Devine      | 1, 13, 24–25               | 4 Folgen  | Philine Peters-Arnolds |
| Olivia Harper                   | Sarah Utterback     | 1, 11, 14, 17              | 4 Folgen  | Anja Stadlober         |
| Dr. Finn Dandridge              | Chris O’Donnell     | 1–4                        | 4 Folgen  | Sven Hasper            |
| Jane Burke                      | Diahann Carroll     | 2, 22–23, 25               | 4 Folgen  | Monica Bielenstein     |
| Jerry O’Malley                  | Greg Pitts          | 8, 10–12                   | 4 Folgen  |                        |
| Ronny O’Malley                  | Tim Griffin         | 8, 10–12                   | 4 Folgen  |                        |
| Louise O’Malley                 | Debra Monk          | 9–12                       | 4 Folgen  |                        |
| Patricia                        | Robin Pearson Rose  | 1, 25                      | 2 Folgen  | Gisela Fritsch         |
| Dr. Erica Hahn                  | Brooke Smith        | 9–10                       | 2 Folgen  | Almut Zydra            |
| Denny Duquette                  | Jeffrey Dean Morgan | 16–17                      | 2 Folgen  | Charles Rettinghaus    |
| Dr. Lexie Grey                  | Chyler Leigh        | 24–25                      | 2 Folgen  | Marie Bierstedt        |

Außerdem hatte Dr. Knox in einer Folge noch einen Gastauftritt. Dr. Knox trat schon in Staffel zwei aus und erscheint später noch in weiteren Staffeln.
Die Namen der englischen und deutschen Fassung sind mit zwei Ausnahmen identisch: Merediths Stiefmutter heißt in der englischen Fassung Susan, nicht Eileen. Und während Dr. Mark Sloan in der deutschen Fassung den Spitznamen McSexy bekommt, heißt er in der englischen Fassung McSteamy – in Anlehnung an Dereks Spitznamen McDreamy.

## Episoden
| Nr. (ges.) | Nr. (St.) | Deutscher Titel                 | Originaltitel                   | Erstausstrahlung USA | Deutschsprachige Erstausstrahlung (CH) | Regie               | Drehbuch                                |
| --- | --------- | ------------------------------- | ------------------------------- | -------------------- | -------------------------------------- | ------------------- | --------------------------------------- |
| 37 | 1         | Alle Zeit der Welt              | Time has Come Today             | 21. Sep. 2006        | 12. März 2007                          | Dan Minahan         | Shonda Rhimes                           |
| Izzie kann Dennys Tod nicht verarbeiten und liegt im Ballkleid auf dem Boden des Badezimmers. Alle Freunde versuchen sie abwechselnd zu trösten und zum Aufstehen zu bewegen. Im Krankenhaus werden zwei Pestpatienten eingeliefert und Miranda kümmert sich aufopferungsvoll um den Ehemann, dessen Frau die Operation nicht überlebt. Wegen der Quarantäne müssen George und Derek im Aufenthaltsraum verweilen. Adele stellt Richard vor die Wahl, er könne entweder seinen Job aufgeben, oder sie würde ihn verlassen. Richard entscheidet sich für das Krankenhaus. Addison hat Merediths Unterhose in Dereks Anzug entdeckt und pinnt sie an das Schwarze Brett im Krankenhaus. Derek gesteht Meredith, dass er sie immer noch liebe und dass seine Entscheidung für Addison die falsche war. Nachdem auch Finn mit Meredith zusammen sein möchte, steht sie vor einer schweren Entscheidung. |           |                                 |                                 |                      |                                        |                     |                                         |
| 38 | 2         | Genug Muffins                   | I’m a Tree                      | 28. Sep. 2006        | 19. März 2007                          | Jeff Melman         | Krista Vernoff                          |
| Meredith kann sich nicht zwischen Derek und Finn entscheiden. Sie will mit beiden abwechselnd ausgehen, um zu sehen, wer besser zu ihr passt. Preston wird von seinen Eltern besucht. Prestons Mutter ist von Cristina nicht begeistert, da sie diese für viel zu egoistisch hält. Izzie backt zuhause Dutzende von Muffins, um ihre Trauer zu bewältigen. Miranda spricht ihr Mut zu und will sich dafür einsetzen, dass Izzie wieder im Krankenhaus arbeiten kann, weil sie erkennt, dass auch sie als Ausbilderin versagt hatte. Addison nimmt sich einen Tag frei, um sich wegen ihrer Beziehungsprobleme zu betrinken. Derek will die Beziehung mit Addison endgültig beenden, sich aber auch bei ihr wegen Merediths Unterhose entschuldigen. Er erwischt sie in ihrem Hotelzimmer mit Mark. George ist eifersüchtig, da er glaubt, die Unterhose am Schwarzen Brett sei von Callie. Richard bemerkt Callies Schlafplatz in den Katakomben des Krankenhauses und muss sie bitten, auszuziehen. Unterschlupf findet Callie schließlich bei Meredith, Izzie und George. Alex hat Sex mit einer älteren Krebspatientin, die ihr Leben noch einmal genießen will. |           |                                 |                                 |                      |                                        |                     |                                         |
| 39 | 3         | Fantasie                        | Sometimes a Fantasy             | 5. Okt. 2006         | 26. März 2007                          | Adam Arkin          | Debora Cahn                             |
| Alex kümmert sich um ein Mädchen, das schwere Verletzungen hat, da es keine Schmerzen spürt und glaubt, es sei ein Superheld. Preston lässt sich für die Reha beurlauben, was Cristina nicht gut findet. Sie weiß aber nicht, dass Prestons Hand immer noch zittert. Izzie möchte mit Richard reden und ihren Job wieder aufnehmen, bleibt aber den ganzen Tag vor dem Krankenhaus stehen, weil sie sich nicht überwinden kann, hineinzugehen. George kommt nicht damit zurecht, dass Callie mit ihm zusammenwohnt. Deswegen checkt Callie im Hotel ein. Meredith hat Dates mit Finn und Derek, die beiden sind aber mehr damit beschäftigt, sich gegenseitig auszustechen, als sich um Meredith zu kümmern. |           |                                 |                                 |                      |                                        |                     |                                         |
| 40 | 4         | Man ist, was man ist            | What I Am                       | 12. Okt. 2006        | 2. Apr. 2007                           | Dan Lerner          | Allan Heinberg                          |
| Meredith muss wegen ihres Blinddarmes operiert werden und ist aufgrund der Schmerzmittel high, sodass sie jedem geradeheraus sagt, was sie denkt. Derek gibt Meredith frei, da er der Meinung ist, dass Finn der bessere Mann für sie ist. Meredith trennt sich trotzdem von Finn und entscheidet sich für Derek. Preston beichtet Christina, dass er immer noch an einem Tremor leidet. Callie ist sauer auf George, dem seine Freunde wichtiger sind als sie. Sie beginnt einen Flirt mit Mark. Izzie trifft sich mit Dennys Vater, der sie wegen Denny ausfragt, da Izzie von Denny einen Scheck über 8,7 Mio. Dollar bekommen hat. Außerdem bekommt sie die Nummer des Anrufbeantworters der Eltern, wo Denny kurz vor seinem Tod eine Nachricht hinterlassen hat, in der er von Izzie schwärmt. Addison und Alex führen einen Notkaiserschnitt durch, danach entbindet Addison Alex von seinen Aufgaben in der Gynäkologiestation. Er möchte in die plastische Chirurgie von Dr. Mark Sloan, der zum Ärger von Addison und Derek jetzt fest im Krankenhaus arbeitet. |           |                                 |                                 |                      |                                        |                     |                                         |
| 41 | 5         | Schuldgefühle                   | Oh, the Guilt                   | 19. Okt. 2006        | 9. Apr. 2007                           | Jeff Melman         | Zoanne Clack, Tony Phelan & Joan Rater  |
| Meredith schafft es nicht, Derek zu sagen, dass sie mit Finn Schluss gemacht hat. Als sie sich schließlich überwindet, zeigt Derek keinerlei Emotionen. Im Zuge der Verhandlungen über die Scheidung hatte ihm Addison kurz vorher mitgeteilt, mit Mark eine länger dauernde Affäre gehabt zu haben. Izzie hat Dennys Scheck noch nicht eingelöst, da sie das Geld für einen guten Zweck verwenden will. Sie möchte ihren Spind im Krankenhaus leeren, sieht dabei aber bei einer Operation zu, in der Cristina mit eingreift, um das Zittern von Prestons Hand zu verheimlichen. Daraufhin entschließt sich Izzie, doch zurückzukehren, und spricht mit Richard. Callie hat George mit Mark betrogen, schafft es aber nicht, George die Wahrheit zu sagen. Stattdessen trennt sie sich von ihm. Miranda muss mit Vorwürfen umgehen, die ihr andere Krankenhausärzte wegen ihres Verhaltens in Dennys Fall machen. |           |                                 |                                 |                      |                                        |                     |                                         |
| 42 | 6         | Von Schweinen und Hühnern       | Let the Angels Commit           | 2. Nov. 2006         | 16. Apr. 2007                          | Jessica Yu          | Stacy McKee                             |
| An Izzies erstem Tag zurück im Krankenhaus wird sie Meredith zugeteilt. Izzie soll eigentlich nur beobachten und darf keinen Kontakt zu Patienten aufnehmen, durch ihre Feinfühligkeit deckt sie aber auf, dass sich eine Patientin eine Brandwunde absichtlich zugefügt hat, um nicht zu einer Prüfung antreten zu müssen. Alex ist offiziell Mark zugeteilt, muss für ihn aber nur Telefondienste übernehmen. Deshalb wendet er sich einem Fall in der Gynäkologie zu, der eigentlich George gehört. Alex greift im entscheidenden Moment rettend ein. Dereks Schwester ist in Seattle, um ihn zu besuchen, und lernt dabei Meredith kennen. Sie redet Derek zu, sich Freiraum zum Nachdenken zu schaffen, den ihm Meredith auch gewährt. Cristina und Burke sind ein gutes Team im OP. Sie greift ein, wenn er wegen des Zitterns nicht mehr weiter machen kann, und organisiert alles für ihn. Um Prestons Schwäche zu verheimlichen, streicht sie Mirandas Namen von der OP-Liste. Miranda denkt zunächst, Preston würde an ihren Fähigkeiten zweifeln, hat aber bald Cristina im Verdacht. |           |                                 |                                 |                      |                                        |                     |                                         |
| 43 | 7         | Unter Männern                   | Where the Boys Are              | 9. Nov. 2006         | 23. Apr. 2007                          | Dan Minahan         | Mark Wilding                            |
| Derek will einen Campingausflug machen und lädt Preston dazu ein. Am Ende fahren auch noch Richard, George, Alex und das homosexuelle Paar Joe und Walter mit. Als Alex George erzählt, Callie habe mit Mark geschlafen, beginnen beide eine Schlägerei. Außerdem bemerkt George beim Angeln den Tremor in Prestons Hand. Im Krankenhaus bekommt Cristina nur noch Krankenschwesterarbeit zugeteilt, da Miranda gemerkt hat, dass es Cristina war, die ihren Namen von der Tafel entfernt hatte. Cristina verschweigt Miranda den Grund dafür, um Preston weiter zu schützen. Izzie bekommt als psychologische Beraterin Dr. Sydney Heron zugeteilt, mit deren Art sie nicht zurechtkommt. Callie und Addison behandeln eine schwangere Patientin, die in der Dusche gestürzt ist. Sie müssen ihr mitteilen, dass ihr Baby dabei gestorben ist. Dies schweißt Addison und Callie zusammen. Meredith ist Mark zugeteilt und führt mit ihm eine Geschlechtsumwandlung durch. Callie teilt George nach seiner Rückkehr mit, dass sein Vater ins Krankenhaus eingeliefert wurde. Meredith und Derek wollen einen Neuanfang wagen. |           |                                 |                                 |                      |                                        |                     |                                         |
| 44 | 8         | Der blinde Fleck                | Staring at the Sun              | 16. Nov. 2006        | 30. Apr. 2007                          | Jeff Melman         | Gabrielle Stanton & Harry Werksman, Jr. |
| Bei Georges Vater, der eigentlich wegen eines Schlüsselbeinbruches eingeliefert wurde, wird Speiseröhrenkrebs diagnostiziert. Da sein Herz für die Operation zu schwach wäre, muss dieses zuerst operiert werden. Callie bemüht sich um Georges Familie, er lässt sie aber abblitzen. Durch eine kleine Patientin, die statt von ihren berufstätigen Eltern von einem Kindermädchen großgezogen wird, wird auch Miranda bewusst, wie wenig Zeit sie durch ihren Job mit ihrem Sohn verbringen kann. Addison schließt endgültig mit Derek ab und trennt sich von den Eheringen. Izzie ist Alex zugeteilt, der sie unerlaubt einen Eingriff an einem Patienten vornehmen lässt, um ihr damit einen Gefallen zu tun. Dadurch kommen sich beide näher, doch Izzie ist noch nicht so weit, wieder eine neue Beziehung anzufangen. Richard teilt Meredith mit, dass er Ellis in Zukunft nicht mehr besuchen kann, weil er um seine Ehe kämpfen möchte. |           |                                 |                                 |                      |                                        |                     |                                         |
| 45 | 9         | Verrat                          | From a Whisper to a Scream      | 23. Nov. 2006        | 7. Mai 2007                            | Julie Anne Robinson | Kip Koenig                              |
| George besorgt seinem Vater als Ärztin Dr. Hahn, da er von Prestons Tremor weiß. Cristina gerät in Panik, dass George Richard davon erzählen könnte. Es kommt zu einem heftigen Streit zwischen Preston und Cristina und Preston weist sie im OP deutlich in ihre Schranken. Richard will sich zur Ruhe setzen und Preston zum neuen Chefarzt machen. Cristina hält dem Druck aber nicht mehr stand und verrät Preston bei Richard. Daraufhin erfahren alle von ihrem Betrug. Auch Izzie und George geraten in Streit, zwischen Addison und Alex dagegen knistert es. |           |                                 |                                 |                      |                                        |                     |                                         |
| 46 | 10        | Die richtige Distanz            | Don’t Stand so Close to Me      | 30. Nov. 2006        | 14. Mai 2007                           | Seith Mann          | Carolina Paiz                           |
| Meredith ist Addison zugeteilt und behandelt bei einem Kaiserschnitt ihre Halbschwester, die nach wie vor nicht weiß, dass Meredith mit ihr verwandt ist. Das Baby atmet nicht und muss operiert werden. Eileen möchte, dass Meredith zu ihrer Familie dazugehört, Meredith distanziert sich allerdings. Cristina wird von allen Assistenzärzten außer Meredith geschnitten. Richard lässt verlauten, dass Cristina und Preston keine weiteren Konsequenzen drohen. Darüber empört sich v. a. Miranda, da Izzie wegen Denny immer noch nicht als Ärztin praktizieren darf. Die Ärzte sind damit beschäftigt, erwachsene siamesische Zwillinge zu trennen. Derek weigert sich zunächst, die schwierige Operation durchzuführen, da er wegen Prestons Tremor an seinen eigenen Fähigkeiten zweifelt. Die OP gelingt schließlich, ebenso wie Dr. Hahns Herz-OP bei Georges Vater. Preston lässt endlich seine Schulter von Derek untersuchen. |           |                                 |                                 |                      |                                        |                     |                                         |
| 47 | 11        | Das Vater-Syndrom               | Six Days (1)                    | 7. Jan. 2007         | 21. Mai 2007                           | Greg Yaitanes       | Krista Vernoff                          |
| Meredith bemerkt, dass Derek nachts nicht an ihrer Seite schläft, da sie schnarcht. Preston ist von Derek operiert worden und Cristina möchte wissen, ob der Tremor verschwunden ist. Sie möchte Preston aber nicht fragen, weil sie sonst ihr gegenseitiges Schweigen brechen würde. Georges Vater bittet Miranda und Richard, bei seiner OP auch dann fortzufahren, wenn der Krebs sich schon ausgebreitet hat. Die OP scheint zunächst gut überstanden, wodurch sich George und Callie wieder näherkommen. Izzie möchte bei der OP einer jungen Patientin dabei sein, die aufgrund eines VATER-Syndroms eine schwere Skoliose hat. Miranda fordert aber von ihr, dass sie davor endlich den Scheck einlösen muss, was Izzie schließlich schweren Herzens tut. Die OP wird trotzdem abgesagt, da die Versicherung die OP nicht zahlen möchte. Alex will wieder von Addison ausgebildet werden, da Dr. Sloan ihn nur für Botengänge ausnutzt. Addison und Alex kommen sich näher. |           |                                 |                                 |                      |                                        |                     |                                         |
| 48 | 12        | Die große Stille                | Six Days (2)                    | 18. Jan. 2007        | 28. Mai 2007                           | Greg Yaitanes       | Krista Vernoff                          |
| George verliert seinen Vater, da die schwere Operation zu einem Multiorganversagen geführt hat. Durch diesen Verlust wird Meredith deutlich, dass sie ihren Vater, der wegen des kranken Babys von Merediths Halbschwester ständig im Krankenhaus ist, nicht ignorieren sollte. Sie spricht mit ihm und stellt fest, dass sie das Schnarchen von ihm geerbt hat. Nachdem Alex Addison zunächst aus dem Weg gegangen ist, küsst Addison ihn schließlich in Joes Bar. Außerdem erzählt Addison Callie, dass sie von Mark schwanger gewesen sei, das Kind allerdings abgetrieben habe, in der Hoffnung, mit Derek zusammen zu bleiben. Der errechnete Geburtstermin wäre genau auf diesen Tag gefallen. Izzie spendet anonym 300.000 $ an das Mädchen mit der Skoliose, sodass die OP erfolgreich durchgeführt werden kann. Cristina tröstet George: sie hat ebenfalls ihren Vater verloren, als sie erst neun Jahre alt war. Preston berichtet Derek vor Cristina, dass seine Hand nun schon seit einer Woche nicht mehr zittere. |           |                                 |                                 |                      |                                        |                     |                                         |
| 49 | 13        | Hohe Erwartungen                | Great Expectations              | 25. Jan. 2007        | 4. Juni 2007                           | Michael Grossman    | Eric Buchman                            |
| Richard will sich zur Ruhe setzen, um zurück zu Adele zu gehen. Mark hat sich eigentlich entschlossen, zurück nach New York zu gehen, doch als er von Richards Plänen erfährt, wittert er genauso wie Derek, Preston und Addison die Chance, Chefarzt zu werden. Das Drängeln gefällt Richard nicht, sodass er im Moment keinen würdigen Nachfolger sieht. Stattdessen sagt er Miranda, dass er der sicheren Überzeugung sei, dass sie es einmal bis zum Chefarzt schaffen werde. Als Richard Adele mitteilen will, dass er sich zur Ruhe setzen werde, erfährt er, dass Adele mittlerweile einen anderen Mann hat. Miranda setzt sich damit durch, eine Wohlfahrtsstation im Krankenhaus einzurichten. Da ihr allerdings das nötige Geld fehlt, sieht Izzie endlich die Chance, mit Dennys Erbe etwas Gutes zu tun. Sie spendet ihre acht Millionen Dollar und benennt die Station nach Denny. George versucht über den Tod seines Vaters hinwegzukommen, indem er ständig mit Callie Sex hat. Cristina und Preston reden immer noch nicht miteinander, doch schließlich gibt Cristina nach. Preston macht ihr daraufhin einen Heiratsantrag – ebenso wie George, der um Callies Hand anhält. Addison geht Alex wegen des Kusses aus der Bar aus dem Weg, bis er ihr erklärt, er habe ohnehin kein Interesse. |           |                                 |                                 |                      |                                        |                     |                                         |
| 50 | 14        | Toxisch                         | Wishin’ and Hopin'              | 1. Feb. 2007         | 11. Juni 2007                          | Julie Anne          | Robinson Tony Phelan & Joan Rater       |
| Ellis Grey hat einen klaren Tag und kann sich an alles erinnern – abgesehen von den letzten fünf Jahren. Als sie von ihrer Alzheimer-Krankheit erfährt, wird sie wegen Herzproblemen ins Krankenhaus eingeliefert. Sie soll am nächsten Tag operiert werden. Meredith und Richard kümmern sich um sie, doch insbesondere Meredith kann die Zeit nicht genießen, da ihre Mutter enttäuscht von ihrer Entwicklung ist und sie als gewöhnlich bezeichnet. Cristina nimmt Prestons Heiratsantrag nach langem Zögern an. George und Callie haben Hals über Kopf in Las Vegas geheiratet, was insbesondere Izzie für einen großen Fehler hält. Doch George setzt sich für seine Ehefrau ein und verteidigt sie. Izzies und Mirandas Wohlfahrtsstation ist eröffnet, am ersten Tag behandeln sie aber nur eine einzige Patientin. Addison und Mark verfallen wieder in alte Gewohnheiten. George fühlt sich im Krankenhaus übel und meint, dass er aufgrund der Heirat eine Panikattacke bekommen habe, findet dann aber heraus, dass es am Blut einer Patientin liegt, das toxisch ist. Damit rettet er vielen Ärzten das Leben, die während der Operation der Patientin bereits in Ohnmacht gefallen waren. |           |                                 |                                 |                      |                                        |                     |                                         |
| 51 | 15        | Katastrophenalarm               | Walk on Water                   | 8. Feb. 2007         | 18. Juni 2007                          | Rob Corn            | Shonda Rhimes                           |
| Derek merkt, dass mit Meredith etwas nicht stimmt, da er sie am Morgen aus der Badewanne ziehen muss, in der sie untergetaucht war. Richard hat sich die Haare gefärbt, um bei Frauen besser anzukommen. Dr. Heron konkurriert mit Miranda um den Posten der Stationsärztin, der bald neu besetzt werden soll. Cristina kommt nicht dazu, Meredith von ihrer Verlobung zu erzählen, da alle Assistenzärzte außer Cristina zu einem Fährenunglück gerufen werden. Alex rettet dort eine schwangere Frau, die verschüttet ist. George hat mit einer Frau zu kämpfen, die sich nicht behandeln lassen will, solange ihr Sohn nicht gefunden wurde. Izzie kümmert sich um einen Mann, der im Schiffswrack von einem Auto eingequetscht wurde. Meredith kümmert sich um ein Mädchen, das seine Mutter verloren hat, und um einen schwer verletzten Mann. Dieser gerät bei der Behandlung in Panik und stößt Meredith ins Wasser. Meredith taucht nicht wieder auf. |           |                                 |                                 |                      |                                        |                     |                                         |
| 52 | 16        | Verschwunden                    | Drowning on Dry Land            | 15. Feb. 2007        | 25. Juni 2007                          | Rob Corn            | Shonda Rhimes                           |
| Alex kümmert sich um die Angehörigen der Opfer. George sucht den ganzen Tag nach dem Sohn seiner Patientin und findet ihn schließlich auf dem OP-Tisch von Callie. Izzie rettet dem eingeklemmten Mann im Schiffswrack das Leben. Richard hebt bei ihrer Rückkehr ins Krankenhaus ihre Probezeit auf, sodass sie wieder praktizieren darf. Das Mädchen zeigt Derek, dass Meredith ins Wasser gefallen ist. Derek kann Meredith retten, doch sie ist stark unterkühlt und hat keinen Herzschlag. Im Krankenhaus versuchen alle Ärzte, Meredith wiederzubeleben, doch ihr Herzschlag will nicht wieder einsetzen. Sie wacht in einer anderen Dimension im Krankenhaus auf, wo sie auf Denny und den verstorbenen Bombenexperten Dylan trifft. |           |                                 |                                 |                      |                                        |                     |                                         |
| 53 | 17        | Tot                             | Some Kind of Miracle            | 22. Feb. 2007        | 2. Juli 2007                           | Adam Arkin          | Shonda Rhimes & Marti Noxon             |
| Die Ärzte kämpfen weiter darum, Merediths Leben zu retten. Diese trifft in ihrem Nahtod-Erlebnis neben Denny und Dylan auch die an Krebs gestorbene Krankenschwester Liz, den eingeschläferten Hund Doc sowie die beim Zugunglück durch eine Stange durchbohrte Bonnie. Alle versuchen ihr klarzumachen, dass sie sich entscheiden müsse, ob sie leben oder sterben will. Dazu muss sie sich eingestehen, warum sie im Wasser nicht um ihr Leben gekämpft hat, sondern aufgehört hat, zu schwimmen. Als sie sich für das Leben entscheidet, ist es beinahe schon zu spät. Doch dann trifft sie ihre Mutter, die in der Zwischenzeit an Herzversagen gestorben ist. Ellis verabschiedet sich von ihrer Tochter und sagt ihr, dass sie alles andere als gewöhnlich sei. Daraufhin kehrt Meredith ins Leben zurück. Cristina erzählt ihr sofort von ihrer Verlobung mit Preston. Die Patientin, die Alex gerettet hat, leidet an Gedächtnisverlust und kann sich nicht einmal an ihren Namen erinnern. Mark bemüht sich weiter um Addison, die ihm ein Ultimatum stellt: Wenn er es schaffe, 60 Tage ohne Sex auszukommen, werde sie eine Beziehung mit ihm in Erwägung ziehen. |           |                                 |                                 |                      |                                        |                     |                                         |
| 54 | 18        | Alte Wunden                     | Scars and Souvenirs             | 15. März 2007        | 9. Juli 2007                           | James Frawley       | Debora Cahn                             |
| Meredith hat sich in der Zwischenzeit erholt. Ihre Stiefmutter Eileen möchte sich um sie kümmern und lädt sie ein, ein Abendessen zusammen mit ihrem Vater Thatcher zu veranstalten. Die Beziehung zwischen Vater und Tochter bleibt aber angespannt. Alex zieht bei Meredith und Izzie ein, nachdem George und Callie im Hotel wohnen. Callie erzählt George im Vertrauen, dass sie über viel Geld verfüge, und ist nicht erfreut darüber, dass George es Izzie und Meredith erzählt hat. Sie geraten in einen Streit, in dem Callie George sagt, dass Izzie ihrer Meinung nach Gefühle für ihn habe. Als George erwidert, dass eine so schöne Frau wie Izzie nie etwas für ihn empfinden werde, wirft Callie ihn raus. George betrinkt sich daraufhin mit Izzie und beide landen im Bett. Richard verhandelt mit Dr. Colin Marlow als seinem möglichen Nachfolger. Wie sich herausstellt, hatte Cristina mit ihm in ihrer Studienzeit eine langjährige Beziehung. Preston stellt sich die Frage, ob Cristina ihn als neuen Mentor missbraucht, v. a. als sie ihm gesteht, dass sie ihn nur heiraten wolle, um ihm einen Gefallen zu tun. Die Oberärzte geraten bei dem Versuch, Dr. Marlow zu beeindrucken, ständig in Streit. |           |                                 |                                 |                      |                                        |                     |                                         |
| 55 | 19        | Alles nach Plan                 | My Favorite Mistake             | 22. März 2007        | 16. Juli 2007                          | Tamra Davis         | Chris Van Dusen                         |
| George kann sich zunächst nicht daran erinnern, dass er die Nacht mit Izzie verbracht hat. Als es ihm wieder einfällt, beschließt er, es Callie nicht zu sagen, um sein Gewissen nicht auf ihre Kosten zu erleichtern. Callies Vater kommt zu Besuch und möchte für George und Callie ein Haus und vieles mehr kaufen. George bietet ihm die Stirn, worauf Callie stolz ist. Cristina will doch eine Hochzeit haben, aber nur im kleinsten Kreis. Mark operiert das entstellte Gesicht der unbekannten Frau, die Alex Ava nennt. Bei der Operation lässt Mark Meredith einen schwierigen Eingriff machen, um Richard zu beeindrucken und Punkte im Rennen um den Chefarztposten zu machen. Dr. Marlow will das Gremium mit einem 10-Jahres-Plan für das Krankenhaus beeindrucken. Nur Mark behält geschickt die Nase vorn. Dereks Bewerbungsgespräch läuft dagegen schlecht, da er sich nach wie vor Sorgen um Meredith macht und nicht verstehen kann, warum sie nicht mehr leben wollte. Ava merkt, dass Addison sich von Alex angezogen fühlt. |           |                                 |                                 |                      |                                        |                     |                                         |
| 56 | 20        | Von der Vergangenheit eingeholt | Time after Time                 | 19. Apr. 2007        | 23. Juli 2007                          | Christopher Misiano | Stacy McKee                             |
| Die Adoptiveltern von Izzies Tochter Hannah wenden sich an Izzie für eine Knochenmarkspende, da Hannah Leukämie hat. Izzie ist mit der Situation überfordert und wird von George unterstützt. Doch George vernachlässigt dadurch erneut Callie und lügt sie wegen eines verpassten Treffens an. Mögliche Eltern der unbekannten Patientin haben sich gemeldet, doch trotz der großen Ähnlichkeit merkt die Mutter, dass Ava nicht ihre Tochter sein kann. Cristina versucht, Dr. Marlow in die Schranken zu weisen und ihm zu zeigen, dass sie Preston tatsächlich liebt. Als Marlow merkt, dass die rein egoistische Cristina, wegen der er gekommen war, nicht mehr existiert, packt er seine Sachen. Mark erteilt Richard, der völlig aus der Übung ist, Flirtunterricht. Eileen kümmert sich nach wie vor intensiv um Meredith, der der Kontakt zu eng wird. Auch Richard möchte Meredith beschützen, indem er Derek nicht den Chefposten geben will. Derek ist zunehmend zwischen Meredith und seiner Karriere hin- und hergerissen. |           |                                 |                                 |                      |                                        |                     |                                         |
| 57 | 21        | Verlangen                       | Desire                          | 26. Apr. 2007        | 30. Juli 2007                          | Tom Verica          | Mark Wilding                            |
| Alle Assistenzärzte lernen für die wichtige Zwischenprüfung. George und Izzie versuchen, ihre Freundschaft zu reparieren. Als Callie Izzie bittet, sich von George fernzuhalten, und Izzie George deshalb zurückstößt, will sich George ins Mercy West versetzen lassen. Addison und Alex haben Sex. Addison will eine ernsthafte Beziehung, doch Alex ist daran nicht interessiert. Sein Interesse gilt vielmehr Ava, die per Not-Kaiserschnitt ihr Baby zur Welt bringt. Mark bemerkt, dass Addison ihn nicht will. Deshalb lügt er sie an, er habe die 60-Tages-Frist nicht einhalten können. Meredith versucht, sich Derek mehr zu öffnen und viel mit ihm zu reden, doch Derek zieht sich zurück und stellt die Beziehung mehr und mehr in Frage. Der Aufsichtsratsvorsitzende Larry Jennings muss behandelt werden, weil er sich beim Schwimmen im Amazonas einen Candirú als Parasiten geholt hat. Preston ist damit beschäftigt, einen Hochzeitskuchen auszusuchen, doch Cristina ist mehr daran interessiert, die legendären Lernkarten von Callie zu bekommen. |           |                                 |                                 |                      |                                        |                     |                                         |
| 58 | 22        | Die andere Seite des Lebens (1) | The Other Side of this Life (1) | 3. Mai 2007          | 6. Aug. 2007                           | Michael Grossman    | Shonda Rhimes                           |
| Eileen kommt wegen eines andauernden Schluckaufs ins Krankenhaus. Meredith ist dadurch gezwungen, mehr mit ihrem Vater zu reden, und bekommt zunehmend einen besseren Draht zu ihm. Nach einer Behandlung durch Miranda wird Eileen wieder entlassen. Die Mütter von Cristina und Preston sind nach Seattle gekommen, um eine große Hochzeit zu organisieren. Cristina, die nur eine kleine Hochzeit mit Preston vereinbart hatte, ist völlig überrumpelt. Izzie, Callie und Meredith werden Brautjungfern und helfen Cristina bei der Anprobe des Hochzeitskleides. Meredith bittet Derek, sie nicht aufzugeben, da sie sich nach ihrem Nachtod-Erlebnis positiv verändert fühle. Nach der Zurückweisung durch Alex nimmt sich Addison eine Auszeit und fährt nach Los Angeles zu ihrer Freundin Naomi. Während ihres Aufenthalts lernt sie viele der Mitarbeiter in Naomis Privatpraxis kennen und unterstützt ihre Freundin bei einem Fall. Zudem möchte Addison ein Baby und will deshalb eine künstliche Befruchtung vornehmen lassen, Naomi muss ihr allerdings mitteilen, dass Addisons Menopause eingetreten ist. |           |                                 |                                 |                      |                                        |                     |                                         |
| 59 | 23        | Die andere Seite des Lebens (2) | The Other Side of this Life (2) | 3. Mai 2007          | 13. Aug. 2007                          | Michael Grossman    | Shonda Rhimes                           |
| Eileen wird erneut ins Krankenhaus eingeliefert. Sie wird behandelt, doch ihr Zustand verschlechtert sich rapide. Sie stirbt bei der Notoperation. Thatcher gibt Meredith die Schuld dafür und ohrfeigt sie. Derek möchte Meredith trösten, doch sie stößt ihn erneut zurück. Izzie möchte nicht, dass George ans Mercy West wechselt. Die beiden küssen sich im Aufzug. Ava hat eine Blutung im Gehirn, die von Derek operiert wird. Sie hofft, dass sie dadurch ihr Erinnerungsvermögen wieder erlangt. Bei der Operation zeigt sich zwar, dass Ava eine Reihe von Sprachen beherrscht, ihre Erinnerung kehrt danach aber nicht zurück. In Los Angeles findet Addison immer mehr Gefallen an Pete. Obwohl Naomi versucht, Addison abzuwerben, kehrt Addison schließlich nach Seattle zurück. |           |                                 |                                 |                      |                                        |                     |                                         |
| 60 | 24        | Der Test                        | Testing 1-2-3                   | 10. Mai 2007         | 20. Aug. 2007                          | Christopher Misiano | Allan Heinberg                          |
| Es ist der Tag von Eileens Beerdigung und der wichtigen Prüfung für die Assistenzärzte. Meredith wird schon am Morgen von Thatcher im Krankenhaus abgefangen, der sie nicht bei der Beerdigung sehen will, da er ihr nach wie vor die Schuld am Tod seiner Frau gibt. Meredith ist daraufhin so verstört, dass sie den Test unbearbeitet abgibt. Derek erzählt sie erneut nichts und schließt ihn aus. Als George sich bei Richard für Meredith einsetzt, darf sie den Test wiederholen. George hat eine Zusage vom Mercy West bekommen, muss dafür aber die Prüfung bestehen. Richard und Miranda finden es nicht gut, dass George die qualitativ bessere Ausbildung im Seattle Grace verlassen will. Callie freut sich dagegen darauf, weil George dadurch unter anderem von Izzie getrennt wäre. Izzie belügt George, indem sie ihm sagt, dass er nicht ihretwegen wechseln müsse, da sie keine Gefühle für ihn habe. Als Ava sich einmal verplappert, merkt Alex, dass sie ihr Gedächtnis offenbar wieder erlangt hat. Sie heißt Rebecca Pope, hat eine unglückliche Ehe geführt hat und wollte ein neues Leben beginnen. Miranda ist sich sicher, dass sie Stationsärztin werden wird, bekommt allerdings Zweifel, als sie erfährt, dass auch Callie sich beworben hat. Joe und Walter wollen ein Kind adoptieren. Wie sich herausstellt, erwartet die Leihmutter allerdings Zwillinge. Außerdem kommt Adele nach einem Auffahrunfall ins Krankenhaus. Sie ist schwanger, möchte aber nicht, dass Addison Richard davon erzählt. Als sich Adele auf der Damentoilette vor Richard versteckt, findet er sie schließlich bewusstlos und mit Unterleibsblutungen auf. Derek flirtet auf Prestons Junggesellenparty in Joes Bar mit einer Frau.   |           |                                 |                                 |                      |                                        |                     |                                         |
| 61 | 25        | Fast am Ziel                    | Didn’t We Almost Have it All    | 17. Mai 2007         | 27. Aug. 2007                          | Rob Corn            | Tony Phelan & Joan Rater                |
| Die Assistenzärzte bekommen ihre Prüfungsergebnisse mitgeteilt. George ist durchgefallen und will seinen Beruf an den Nagel hängen. Zudem hat ihn Callie mit dem Wunsch nach einem Baby und Izzie ihn mit einer Liebeserklärung überrascht. Die neuen Assistenzärzte kommen ins Seattle Grace. Wie sich herausstellt, war die Frau, die Derek in der Bar kennengelernt hatte, Dr. Lexie Grey, Merediths Schwester. Addison kann Adele das Leben retten, aber nicht ihrem Baby. Adele teilt Richard daraufhin mit, dass es sein Sohn war. Die beiden kommen sich wieder näher. Richard führt mit jedem Oberarzt ein Gespräch wegen des Chefarztpostens. Er entscheidet sich für Derek, allerdings lehnt dieser mit der Begründung ab, dass Richard selbst nach wie vor der beste Mann für diesen Job sei. Derek gesteht Meredith, dass sie die Liebe seines Lebens sei, Meredith weicht ihm aber erneut aus. Rebeccas Mann kommt ins Krankenhaus. Sie bittet Alex, ihr einen Grund zu geben, bei ihm zu bleiben, doch er zögert. Als er sich für sie entscheidet, ist es zu spät und sie ist bereits abgereist. Miranda zweifelt an ihren Fähigkeiten, da Callie zur Stationsärztin ernannt wurde. Cristinas Hochzeitstag steht an und Prestons Mutter versucht, nicht nur optisch einen anderen Menschen aus ihr zu machen. Als alle in der Kirche versammelt sind, zögert Cristina zunächst. Als sie sich entschließt, vor den Altar zu treten, bemerkt Preston ihre Unsicherheit. Er entschließt sich, sie nicht zu heiraten. Denn wenn er sie lieben würde, wie sie ist, hätte er sie nicht zu dieser Hochzeit gezwungen. Als Cristina nach Hause zurückkehrt, hat Preston alle seine persönlichen Wertgegenstände aus der Wohnung mitgenommen. |           |                                 |                                 |                      |                                        |                     |                                         |

### Episodenbesonderheiten
Fast jeder Episodentitel bei Grey’s Anatomy ist gleichzeitig ein Liedtitel eines Musikstückes. Außerdem gibt es noch eine Reihe bemerkenswerter Fakten zu jeder Folge.
| Nr. | Episode                         | Anspielung des Originalepisodentitels           | Sonstiges |
| --- | ------------------------------- | ----------------------------------------------- | --- |
| 1   | Alle Zeit der Welt              | Ramones – Time Has Come Today                   | Erste Folge der dritten Staffel. Sara Ramirez als Dr. Callie Torres steigt in dieser Folge in den Hauptcast ein, nachdem sie in Staffel 2 im Nebencast vertreten war. Keine Zusammenfassung. Zum ersten Mal sieht man Flashbacks (wie sich die Assistenzärzte zum ersten Mal getroffen haben, wie Meredith unbewusst die Trennung von Ellis und Richard mitbekommen hat, wie Derek Addison in New York verlassen hat und wie Meredith und Derek sich in der Bar kennengelernt haben). |
| 2   | Genug Muffins                   |                                                 | Zusammenfassung der Folge von Richard. Erster Einblick in Prestons Familie und somit auch erster Auftritt von Jane Burke (Diahann Carroll). Eric Dane als Dr. Mark Sloan steigt in dieser Folge in den Hauptcast ein, nachdem er in Staffel 2 schon einen Gastauftritt hatte. |
| 3   | Fantasie                        | Billy Joel – Sometimes a Fantasy                | Zusammenfassung der Folge von Miranda. Abigail Breslin hat in dieser Folge einen Gastauftritt. Sie war zu ihrer Zeit die erfolgreichste Kinderschauspielerin der USA. |
| 4   | Man ist, was man ist            | Gloria Gaynor – I Am What I Am                  | Zusammenfassung der Folge von Richard. Dr. Finn Dandridge ist in dieser Folge ein letztes Mal zu sehen. Denny Duquette hat in dieser Folge einen Stimmengastauftritt, nachdem er in der finalen Folge der 2. Staffel verstorben ist. |
| 5   | Schuldgefühle                   | Nirvana – Oh the Guilt                          | Zusammenfassung der Folge von George. Addison heißt ab dieser Folge nur noch Montgomery mit Nachnamen. |
| 6   | Von Schweinen und Hühnern       | Danielle Howle – Let the Angels Commit          | Zusammenfassung der Folge von Alex. |
| 7   | Unter Männern                   | Connie Francis – Where the Boys Are             | Zusammenfassung der Folge von Miranda. Erste Folge, die nicht primär im Krankenhaus spielt, sondern einen großen Erzählstrang in der Natur hat. Die Rollen Harold O’Malley und Dr. Sydney Heron treten in dieser Folge erstmals wieder auf, nachdem beide in Staffel 2 einen einmaligen Gastauftritt hatten. |
| 8   | Der blinde Fleck                | U2 – Staring at the Sun                         | Zusammenfassung der Folge von Miranda. Miranda singt am Ende der Folge God Bless The Child von Billie Holiday. |
| 9   | Verrat                          | Allen Toussaint – From a Whisper to a Scream    | Cristina ist Protagonistin dieser Folge und spricht die Off-Stimme. Das Lied 9 Crimes von Damien Rice, welches in dieser Folge verwendet wurde, erlangte nach der Ausstrahlung größere Bekanntheit. Zusammenfassung von George. Dr. Hahn kehrt in dieser Folge zurück. Georges Mutter Louise O’Malley tritt zum ersten Mal auf. |
| 10. | Die richtige Distanz            | Sting – Don’t Stand So Close to Me              | Zusammenfassung von Richard. Dr. Knox sowie Eileen Grey sind wieder zu sehen. |
| 11. | Das Vater-Syndrom (1)           | DJ Shadow – Six Days                            | Zusammenfassung von Izzie. Doppelfolge mit Folge 12. |
| 12. | Die große Stille (2)            | DJ Shadow – Six Days                            | Zusammenfassung von George. Doppelfolge mit Folge 11. Harold O’Malley stirbt in dieser Folge, und somit haben die Rollen Harold, Jerry und Ronny O’Malley in dieser Folge ihren letzten Auftritt. |
| 13. | Hohe Erwartungen                | Diggy Simmons – Great Expectations              | Keine Zusammenfassung der Folge. Die Folge wurde in Deutschland vier Monate später als die vorherige Folge ausgestrahlt. |
| 14. | Toxisch                         | Dionne Warwick – Wishin’ and Hopin'             | Zusammenfassung der Folge von George. Callie trägt ab dieser Folge den Namen Dr. Calliope Iphigenia O’Malley. |
| 15. | Katastrophenalarm               | Basshunter – Walk on Water                      | Zusammenfassung der Folge von Richard. Erster Teil des Dreiteilers. Drittes Katastrophenereignis. Die Folge wurde für den Emmy in der Kategorie Beste Spezialeffekte nominiert. |
| 16. | Verschwunden                    | Albert King – Drowning on Dry Land              | Zusammenfassung von Derek. Zweiter Teil des Dreiteilers. Die bereits verstorbenen Charaktere Denny Duquette († Folge 36) sowie Dylan Young († Folge 26) haben in dieser und der nächsten Folge einen Gastauftritt in Merediths Nahtod-Erfahrung. |
| 17. | Tot                             | Kelly Clarkson – Some Kind of Miracle           | Zusammenfassung der Folge von Cristina, finaler Teil des Dreiteilers. Die bereits verstorbenen Charaktere Denny Duquette, Dylan Young, Bonnie Crassnoff und Liz Fallon treten als Geister auf. Sonderfolge (Siehe Abschnitt „Merediths Nahtod-Erfahrung“). Ellis Grey stirbt in dieser Episode. |
| 18. | Alte Wunden                     |                                                 | Zusammenfassung der Folge von Richard. |
| 19. | Alles nach Plan                 | Sheryl Crow – My Favourite Mistake              | Zusammenfassung der Folge von Alex. Ellen Pompeo hat in dieser Folge ihre 1000ste Szene. Diese Folge wurde für den Emmy in der Kategorie Bestes Prothetisches Make-up für eine Serie, eine Miniserie, einen Film oder ein Special nominiert. |
| 20. | Von der Vergangenheit eingeholt | Cyndi Lauper – Time After Time                  | Zusammenfassung der Folge von Izzie. |
| 21. | Verlangen                       | Poets of the Fall – Desire                      | Zusammenfassung der Folge von Richard. Larry Jennings tritt in dieser Folge zum ersten Mal auf. |
| 22. | Die andere Seite des Lebens     | Fred Neil – The Other Side of This Life         | Keine Zusammenfassung der Folgen. Erstes großes Crossover mit der Tochterserie Private Practice. Die Serie wird großteils in den Kulissen von Private Practice gedreht. Fast das gesamte Hauptcast tritt in dieser und der nächsten Folge auf. Eileen stirb in Folge 23. |
| 23. | Die andere Seite des Lebens     | Fred Neil – The Other Side of This Life         | Keine Zusammenfassung der Folgen. Erstes großes Crossover mit der Tochterserie Private Practice. Die Serie wird großteils in den Kulissen von Private Practice gedreht. Fast das gesamte Hauptcast tritt in dieser und der nächsten Folge auf. Eileen stirb in Folge 23. |
| 24. | Der Test                        | Barenaked Ladies – Testing 1, 2, 3              | Zusammenfassung der Folge von Richard. Merediths Schwester, Dr. Lexie Grey, taucht zum ersten Mal auf. |
| 25. | Fast am Ziel                    | Whitney Houston – Didn’t We Almost Have It All? | Zusammenfassung der Folge von Preston. Richard ist in dieser Folge die Offstimme. Preston Burke steigt in dieser Folge aus. Drittes Staffelfinale. |

### Sonderereignis: Merediths Nahtod-Erfahrung
In Folge 52 bis 53 ist Meredith in einer Art Jenseits und trifft auf viele Verstorbene, die für sie als Ärztin wichtig waren (darunter auch Personen aus den ersten beiden Katastrophenereignissen). Dies ist ein bisher einmaliges Ereignis in einer US-amerikanischen Serie.
| Rollenname      | Schauspieler        | Lebendiges Auftreten | Rollenbeschreibung |
| --------------- | ------------------- | -------------------- | --- |
| Dr. Ellis Grey  | Kate Burton         | 1–53                 | Mutter von Meredith. Stirbt während der Zeit, in der Meredith sich im Jenseits befindet.                                                                                         |
| Liz Fallon      | Anna Maria Horsford | 4                    | War früher einmal OP-Schwester von Ellis Grey. Ist im Beisein von Meredith an Krebs gestorben.                                                                                   |
| Bonnie Crasnoff | Monica Keena        | 15                   | Wurde beim Zugunglück in der ersten Katastrophenfolge zusammen mit einem Mann von einer Stange durchbohrt. Da der Mann die leichteren Verletzungen hatte, hat sie sich geopfert. |
| Doc             | N. N.               | 16–36                | Hund von Meredith und Derek. Wurde wegen eines Krebsleidens eingeschläfert. |
| Denny Duquette  | Jeffrey Dean Morgan | 22–36                | Verlobter von Izzie. Ist im zweiten Staffelfinale an einem Schlaganfall gestorben.                                                                                               |
| Dylan Young     | Kyle Chandler       | 25–26                | Ist in der zweiten Katastrophenfolge als Bombenentschärfer ins Krankenhaus gekommen. Hat Meredith das Leben gerettet, ist aber selbst bei der Detonation der Bombe gestorben.    |